# 喬治島
喬治島是英國海外領土福克蘭群島的島嶼，位於斯皮德韋爾島以南的大西洋海域，面積24平方公里，最高點海拔高度18米，該島是麥哲倫企鵝和灰鸌的棲息地。
52°20′48″S 59°44′59″W / 52.34667°S 59.74972°W